# CDU Oder-Neiße
Die CDU Oder-Neiße war ein von 1950 bis 1968 bestehender Landesverband der CDU. Er war als Landesverband für die Gebiete östlich von Oder und Neiße vorgesehen. Der Landesverband wurde 1968 in die  Union der Vertriebenen und Flüchtlinge umgewandelt und 1981 in Ost- und Mitteldeutsche Vereinigung umbenannt. Der Landesverband hatte keine persönlichen Mitglieder und nahm auch keine natürlichen Personen einzeln auf, sondern setzte sich lediglich aus den Vertretern der Landesvertriebenenausschüsse der CDU und der von den anderen Landesverbands-Vorständen ernannten „Landesbeauftragten Oder/Neiße“ zusammen.

## Geschichte
Der Landesverband entstand 1950 auf dem Gründungsparteitag der CDU in Goslar.  Erster Vorsitzender war Linus Kather. Die 1968 erfolgte Umwandlung des Landesverbandes lässt sich auf die Verabschiedung des Parteiengesetzes im Jahr 1967 zurückführen, wonach Parteien zwingend in Gebietsverbände gegliedert sein müssen (§ 7 Abs. 1 S. 1 PartG).

## Kritik
Jürgen Echternach, CDU-Mitglied und Heimatvertriebener, kritisierte 1963 in einem Artikel in der Zeit die undemokratische Struktur des Landesverbands. So kritisierte er, dass man selbst als Flüchtling die Mitgliedschaft im Verband nicht erwerben konnte, und dass in dem Verband auch Vertriebene aus Gebieten, die nicht innerhalb des Deutschen Reichs in den Grenzen von 1937 lagen, vertreten waren. 
Außerdem beanstandete er, dass die Vorstandsmitglieder sowie die vom Vorstand des Oder-Neiße-Landesverbandes in beliebiger Zahl ernannten und ernennbaren „Landesbeauftragten Oder/Neiße“ und Ehrenratsmitglieder das gleiche Stimmrecht hatten wie die gewählten Vertreter der Vertriebenenausschüsse, wodurch der Vorstand im Landesverband letztlich über unbegrenzte Macht verfügte und bei Einigkeit niemals hätte abgewählt werden können. Echternach sah in diesen Zuständen einen Verstoß gegen Artikel 21 des Grundgesetzes, der demokratische Parteistrukturen vorschreibt. 
Weiter kritisierte Echternach den hohen Grad an Einfluss, den dieser von Parteifunktionären dominierte Landesverband dann wiederum per Entsendung vieler Vertreter in Gremien in der Bundes-CDU nehmen konnte.

## Vorsitzende
- 1950–1953: Linus Kather
- 1954–1958: Hermann A. Eplée
- 1958–1964: Theodor Oberländer
- 1964–1968: Josef Stingl